# Mark Ruffalo
Mark Alan Ruffalo (Kenosha, Wisconsin, 22 de novembre de 1967) és un actor, productor, escriptor i director estatunidenc.

## Carrera cinematogràfica

### Actuació
Ruffalo va iniciar la seva carrera com a actor de teatre en l'obra Avenue A, al teatre The Cast, ubicat a Los Angeles. El seu debut cinematogràfic va ser en la pel·lícula de suspens Mirror, Mirror 2: Raven Dance el 1994. Tres anys més tard, la seva participació en l'obra Betrayal by Everyone li va permetre guanyar-se l'aprovació de la crítica. Però el món teatral no l'ajudava a subsistir econòmicament, de manera que va haver de dedicar-se a la tasca de bàrman. Durant aquesta època va realitzar diverses audicions en tota mena de papers.
L'èxit aconseguit li va permetre realitzar papers més importants, com en la pel·lícula XX / XY (2002), a més a My Life Without Me (2003) de la directora Isabel Coixet i al costat de l'actriu Sarah Polley, també a la pel·lícula dirigida per Jane Campion anomenada In the Cut (2003) al costat de Meg Ryan, igualment en el film del director Michel Gondry, Eternal Sunshine of the Spotless Mind (2004), i en la pel·lícula basada en les novel·les curtes d'Andre Dubus titulada We Do not Live Here Anymore (2004). En la pel·lícula de crim i suspens del director Michael Mann titulada Collateral (2004) va representar a un detectiu de narcòtics, personatge antagònic de Tom Cruise.
En la dècada del 2000, va participar com a protagonista en comèdies romàntiques com View From the Top (2002), 13 Going On 30 (2004), Just Like Heaven (2005) i Rumor Has It (2005). El 2006 va actuar en l'obra teatral del director Clifor Odets titulada Awake and Sing! al teatre Belasco de Nova York, i pel qual va ser nominat a un Premi Tony com a millor actor en una obra teatral. L'any 2007 va actuar en el film Zodiac com un inspector d'homicidi del departament de policia de San Francisco anomenat Dave Toschi, i qui investiga com localitzar i atrapar a l'assassí del Zodíac durant el període de 1969 a 1970. A l'octubre de 2007, va interpretar el paper de Dwight Arno, un advocat divorciat que accidentalment atropella un nen i fuig, en la pel·lícula Reservation Road del director Terry George basada en la novel·la de John Burnham Schwartz.
El 2008, Ruffalo va actuar com un estafador a The Brothers Bloom amb Adrien Brody i Rachel Weisz i va protagonitzar amb Julianne Moore a A cegues. El 2008 va aparèixer a What Doesn't Kill You de Brian Goodman amb Ethan Hawke i Amanda Peet, que es va veure al Toronto International Film Festival. El 2009, va fer un breu paper a la pel·lícula Allà on viuen els monstres com el xicot de la mare de Max. El 2010, va protagonitzar el thriller de Martin Scorsese Shutter Island com el mariscal nord-americà Chuck Aule, el soci del personatge de Leonardo DiCaprio Teddy Daniels.
In 2008, Ruffalo starred as a con man in The Brothers Bloom with Adrien Brody and Rachel Weisz and co-starred with Julianne Moore in Blindness. 2008 also saw Ruffalo in Brian Goodman's What Doesn't Kill You with Ethan Hawke and Amanda Peet, which was shown at the Toronto International Film Festival. In 2009, he played a brief role in the film Where the Wild Things Are as Max's mother's boyfriend. In 2010, he co-starred in the Martin Scorsese thriller Shutter Island as U.S. Marshal Chuck Aule, the partner of Leonardo DiCaprio's character Teddy Daniels.

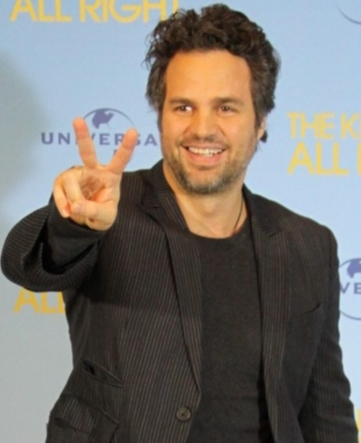
Ruffalo a l'estrena de The Kids Are All Right a Berlin (2010).

El 2010 va participar en la pel·lícula The Kids Are All Right al costat de Annette Bening, Julianne Moore i Josh Hutcherson, pel qual va ser nominat als Premis Oscar com a Millor Actor de Repartiment.
El març de 2010, Ruffalo va signar amb la Creative Artists Agency (CAA); el juny de 2010, va signar amb la United Talent Agency (UTA).

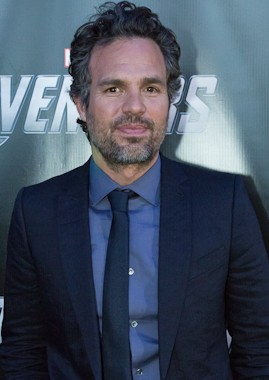
Ruffalo a l'estrena a Toronto de The Avengers el 2012.

Ruffalo va coprotagonitzar The Avengers (2012), la sisena entrega del Marvel Cinematic Universe, substituint Edward Norton com a Dr. Bruce Banner / Hulk. Va tornar a repetir el paper a Avengers: Age of Ultron (2015), Thor: Ragnarok (2017), Avengers: Infinity War (2018), i Avengers: Endgame (2019). Va revelar el final d'Avengers: Infinity War un any abans de l'estrena al cine, així com el d'Avengers: Endgame poques setmanes abans de l'estrena. Ruffalo va fer aparicions cameo com a Banner a Iron Man 3, Captain Marvel, i Shang-Chi and the Legend of the Ten Rings, i va repetir el paper a la sèrie She-Hulk: Attorney at Law.
El 2014, Ruffalo va protagonitzar Ned Weeks en una adaptació televisiva de l'obra de teatre de l'època de Larry Kramer, The Normal Heart; la seva actuació li va valer una nominació als Emmy.
També el 2014, Ruffalo va rebre la seva segona nominació a l'Oscar per la seva interpretació del lluitador amateur Dave Schultz al drama biogràfic Foxcatcher. L'any següent, el 2015, va protagonitzar el paper d'un pare de dos fills amb trastorn bipolar a la pel·lícula de comèdia independent Infinitely Polar Bear, per la qual va obtenir una nominació al Globus d'Or, i també va aparèixer com el periodista Michael Rezendes a la pel·lícula dramàtica Spotlight, per la qual va obtenir la seva tercera nominació a l'Oscar i una nominació als BAFTA.

### Direcció
Va dirigir diverses obres durant la seva etapa a la Orpheus Theatre Company, i va fer el seu debut com a director de llargmetratges amb la pel·lícula independent Sympathy for Delicious de 2010, que es va estrenar al Festival de Cinema de Sundance i va guanyar el Premi Especial del Jurat.

## Vida personal

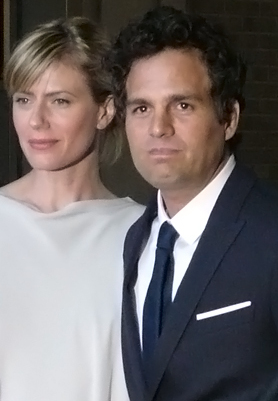
Ruffalo amb la seva esposa Sunrise Coigney a la catifa vermella de What Doesn't Kill You el 2008.

Ruffalo es va casar amb Sunrise Coigney l'any 2000. Tenen tres fills.
Després d'acabar el treball de la pel·lícula The Last Castle, Ruffalo va ser diagnosticat amb un schwannoma vestibular, un tipus de tumor cerebral també conegut com a neuroma acústic. Es va trobar que el tumor era benigne; tanmateix, la cirurgia per extirpar la massa li va provocar una paràlisi facial parcial i va afectar la seva audició. La paràlisi va disminuir al cap d'un any, però Ruffalo continua sord de l'orella esquerra.
L'1 de desembre de 2008, el germà petit de Ruffalo, Scott, va ser trobat fora de casa seva a North Palm Drive a Beverly Hills amb una ferida de bala al cap d'estil d'execució. Scott va ser traslladat a un hospital, però va morir la setmana següent. El cas continua sense resoldre.
Ruffalo i la seva família viuen al Comtat de Sullivan, Nova York, descrivint les Catskill Mountains com la seva "llar". Ruffalo també té dos apartaments a Nova York, un per a negocis i un altre com a inversió. La mare i el padrastre de Ruffalo viuen a Boothbay Harbor, Maine, on ell i la seva família de tant en tant hi passen els estius.

## Orientació política
El 4 d'octubre de 2006 va fer una aparició en un programa televisiu de notícies diàries anomenat Democracy Now! i va parlar en contra de la guerra de l'Iraq, la Llei sobre Comissions Militars de 2006, la tortura, i l'administració del president George W. Bush. A més va anunciar que formaria part de la protesta «The World Can't Wait» (WCW, El món no pot esperar) a la ciutat de Nova York, el 5 d'octubre de 2006.
A l'octubre de 2007, Ruffalo va criticar l'Informe de la Comissió 11 de setembre i el va qualificar com «completament il·legítim» i va demanar que es reobrís la investigació. Va declarar: «Vaig veure on van arribar, i jo estic desconcertat. La meva primera reacció és que els edificis no cauen d'aquesta manera». L'actor també va contribuir a la campanya presidencial del candidat demòcrata Mike Gravel en 2008.

## Filmografia
| Any  | Títol                                       | Paper                  | Notes                           |
| ---- | ------------------------------------------- | ---------------------- | ------------------------------- |
| 1992 | Rough Trade                                 | Hank                   |                                 |
| 1993 | A Song for You                              | Gus Davison            | Curtmetratge                    |
| 1994 | A Gift from Heaven                          | Personatge desconegut  |                                 |
| 1994 | Mirror, Mirror 2: Raven Dance               | Christian              |                                 |
| 1994 | There Goes My Baby                          | J.D.                   |                                 |
| 1994 | A Cop, a Mountie, and a Baby                | Vinnie Webber          | Televisió                       |
| 1995 | Mirror, Mirror III: The Voyeur              | Joey                   |                                 |
| 1996 | Diners bruts                                | Advocat                |                                 |
| 1996 | The Destiny of Marty Fine                   | Brett                  |                                 |
| 1996 | El dentista (The Dentist)                   | Steve Landers          |                                 |
| 1996 | The Last Big Thing                          | Brent Benedict         |                                 |
| 1997 | On the 2nd Day of Christmas                 | Bert                   | Televisió                       |
| 1998 | Safe Men                                    | Frank                  |                                 |
| 1998 | 54                                          | Ricko                  |                                 |
| 1998 | Houdini                                     | Theo                   | Televisió                       |
| 1999 | How Does Anyone Get Old?                    | Johnnie                |                                 |
| 1999 | A Fish in the Bathtub                       | Joel                   |                                 |
| 1999 | Cavalca amb el diable (Ride with the Devil) | Alf Bowden             |                                 |
| 2000 | Committed                                   | T-Bo                   |                                 |
| 2000 | You Can Count on Me                         | Terry Prescott         |                                 |
| 2000 | The Beat                                    | Zane Marinelli         | Sèrie de televisió - 8 capítols |
| 2001 | Apartment 12                                | Alex                   |                                 |
| 2001 | The Last Castle                             | Yates                  |                                 |
| 2002 | XX/XY                                       | Coles                  |                                 |
| 2002 | Windtalkers                                 | Soldado Pappas         |                                 |
| 2003 | My Life Without Me                          | Lee                    |                                 |
| 2003 | View from the Top                           | Ted Stewart            |                                 |
| 2003 | In the Cut                                  | Detective Malloy       |                                 |
| 2004 | We Don't Live Here Anymore                  | Jack Linden            |                                 |
| 2004 | Eternal Sunshine of the Spotless Mind       | Stan                   |                                 |
| 2004 | El somni de la meva vida                    | Matt Flamhaff          |                                 |
| 2004 | Collateral                                  | Fanning                |                                 |
| 2005 | Just Like Heaven                            | David Abbott           |                                 |
| 2005 | Rumor Has It...                             | Jeff Daly              |                                 |
| 2006 | All the King's Men                          | Adam Stanton           |                                 |
| 2007 | Zodiac                                      | Inspector David Toschi |                                 |
| 2007 | Reservation Road                            | Dwight Arno            |                                 |
| 2008 | Blindness                                   | Doctor                 |                                 |
| 2008 | What Doesn't Kill You                       | Brian Reilly           |                                 |
| 2008 | The Brothers Bloom                          | Stephen                |                                 |
| 2009 | Allà on viuen els monstres                  | El xicot de Connie     |                                 |
| 2010 | Sympathy for Delicious                      | Joe                    |                                 |
| 2010 | The Kids Are All Right                      | Paul                   |                                 |
| 2010 | Shutter Island                              | Chuck Aule             |                                 |
| 2010 | Date Night                                  | Brad Sullivan          |                                 |
| 2010 | Margaret                                    | Jason Berstone         |                                 |
| 2010 | Second Coming                               | John Zener             |                                 |
| 2012 | The Avengers                                | Bruce Banner/Hulk      |                                 |
| 2012 | Red Light Winter                            | Matt                   |                                 |
| 2013 | Ara em veus                                 | Dylan Rhodes           |                                 |
| 2014 | The Normal Heart                            | Ned Weeks              |                                 |
| 2014 | Begin Again                                 | Dan                    |                                 |
| 2015 | Avengers: Age of Ultron                     | Bruce Banner/Hulk      |                                 |
| 2017 | Thor: Ragnarok                              | Bruce Banner/Hulk      |                                 |
| 2018 | Avengers: Infinity War                      | Bruce Banner/Hulk      |                                 |
| 2019 | Avengers: Endgame                           | Bruce Banner/Hulk      |                                 |

## Premis

### Premis Oscar
| Any  | Categoria              | Pel·lícula             | Resultat | Ref.   |
| ---- | ---------------------- | ---------------------- | -------- | ------ |
| 2011 | Millor actor secundari | The Kids Are All Right | Nominat  | [ 31 ] |
| 2015 | Millor actor secundari | Foxcatcher             | Nominat  | [ 32 ] |
| 2016 | Millor actor secundari | Spotlight              | Nominat  | [ 33 ] |
| 2024 | Millor actor secundari | Poor Things            | Nominat  |        |

### Premis BAFTA
| Any  | Categoria              | Pel·lícula             | Resultat | Ref.   |
| ---- | ---------------------- | ---------------------- | -------- | ------ |
| 2010 | Millor actor secundari | The Kids Are All Right | Nominat  | [ 34 ] |
| 2015 | Millor actor secundari | Foxcatcher             | Nominat  | [ 34 ] |
| 2016 | Millor actor secundari | Spotlight              | Nominat  | [ 34 ] |

### Premis Globus d'Or
| Any  | Categoria                            | Pel·lícula               | Resultat  | Ref.   |
| ---- | ------------------------------------ | ------------------------ | --------- | ------ |
| 2015 | Millor actor secundari               | Foxcatcher               | Nominat   | [ 35 ] |
| 2015 | Millor minisèrie o telefilm          | The Normal Heart         | Nominat   | [ 35 ] |
| 2015 | Millor actor en minisèrie o telefilm | The Normal Heart         | Nominat   | [ 35 ] |
| 2016 | Millor actor musical o còmic         | Infinitely Polar Bear    | Nominat   | [ 36 ] |
| 2021 | Millor actor en minisèrie o telefilm | I Know This Much Is True | Guanyador | [ 37 ] |

### Premis del Sindicat d'Actors de Cinema
| Any  | Categoria                                | Pel·lícula               | Resultat  | Ref.   |
| ---- | ---------------------------------------- | ------------------------ | --------- | ------ |
| 2011 | Millor repartiment                       | The Kids Are All Right   | Nominat   | [ 38 ] |
| 2011 | Millor actor secundari                   | The Kids Are All Right   | Nominat   | [ 38 ] |
| 2015 | Millor actor secundari                   | Foxcatcher               | Nominat   | [ 39 ] |
| 2015 | Millor actor en una minisèrie o telefilm | The Normal Heart         | Guanyador | [ 39 ] |
| 2016 | Millor repartiment                       | Spotlight                | Guanyador | [ 40 ] |
| 2021 | Millor actor en una minisèrie o telefilm | I Know This Much Is True | Guanyador | [ 41 ] |

### Premi Tony
| Any  | Categoria                               | Pel·lícula      | Resultat | Ref.   |
| ---- | --------------------------------------- | --------------- | -------- | ------ |
| 2006 | Millor actor de repartiment en una obra | Awake and Sing! | Nominat  | [ 42 ] |